# Computer Space
Computer Space è un videogioco arcade commercializzato a partire dal mese di novembre 1971 da Nutting Associates. Creato da Nolan Bushnell e Ted Dabney, futuri fondatori di Atari, è comunemente riconosciuto come il primo videogioco a gettoni realizzato (anche se Galaxy Game, realizzato alla Stanford University, lo precede di due mesi), oltre che come primo videogioco commerciale in assoluto, dato che il sistema domestico Magnavox Odyssey è stato messo in vendita circa sei mesi più tardi.

## Modalità di gioco
In Computer Space si controlla una piccola astronave (un tasto per l'accelerazione, uno per il fuoco e altri due per la rotazione in senso orario e antiorario sia dell'astronave che del missile che viene sparato) che può muoversi liberamente nella schermata, e occorre distruggere due dischi volanti, che si muovono in maniera simmetrica e a loro volta sparano verso il giocatore. 
È possibile modificare la direzione dei missili anche dopo averli sparati, caratteristica inizialmente non prevista dai realizzatori.
Nella schermata appare un contatore di secondi e due numeri, che rappresentano il punteggio del giocatore e quello della macchina in notazione esadecimale: ad ogni uccisione (che sia da parte del giocatore o della macchina), uno dei due punteggi viene incrementato; il gioco continua se dopo un certo numero di secondi il punteggio del giocatore è superiore al numero di uccisioni subite. Esiste anche una variante, attivabile a piacimento, che porta all'inversione dei colori di gioco per simulare l'effetto iperspazio ogni 90 secondi di gioco.

## Storia
L'idea alla base di Computer Space venne a Nolan Bushnell nel 1966, dopo avere giocato a Spacewar mentre si trovava all'università dello Utah: ricreare una esperienza simile da proporre al grande pubblico, ma senza utilizzare un computer da 120.000$; lo stesso Galaxy Game infatti, benché fosse operato a gettone, era costituito da hardware del valore di circa 40.000$. Tuttavia, all'epoca i costi dei componenti erano ancora proibitivi e così Bushnell accantonò per il momento il progetto. Nel 1968 cominciò a lavorare per la Ampex, dove conobbe l'ingegnere Ted Dabney e il programmatore Larry Bryan, che coinvolse nella realizzazione di Computer Space.
Sebbene i prezzi dei primi minicomputer all'epoca si stessero rapidamente abbassando, rimanevano comunque molto alti per un semplice prodotto di intrattenimento: un normale gioco elettromeccanico costava all'incirca 900$, mentre un sistema idoneo all'idea di Bushnell intorno ai 4000$. Per ammortizzare le spese si pensò in un primo momento di utilizzare un computer centrale e quattro terminali con relativi comandi, ma la potenza computazionale delle macchine era troppo limitata. Un giorno, Bushnell stava cercando di regolare il segnale di un televisore, e notò di come poteva muovere l'immagine ruotando le apposite manopole. Insieme a Dabney cominciò così a progettare i vari circuiti utilizzando dei comuni componenti elettronici.
I componenti di Computer Space costavano circa 100$, compreso un televisore in bianco e nero da 15". Per limitare le spese, Dabney produsse i circuiti-prototipo nella stanza della figlia, trasformata nell'occasione in un laboratorio improvvisato. Nonostante sia stato il primo videogioco ad avere una diffusione relativamente ampia negli Stati Uniti (ne furono prodotti circa 1500 esemplari, anche se Bushnell ne stima almeno 2200), Computer Space non ottenne un gran successo. Bushnell capì che il gameplay era troppo complesso e avanti nei tempi per attirare l'avventore tipico di bar e sale giochi, che non aveva mai visto qualcosa di simile in vita sua:
(Nolan Bushnell)
Per il suo gioco successivo decise di puntare sulla semplicità, chiedendo così a Allan Alcorn di realizzare Pong.

## Tecnologia
Computer Space non utilizza un microprocessore, RAM o ROM: l'intero sistema è un automa a stati finiti costituito da circuiti integrati TTL. Gli elementi grafici sono memorizzati tramite matrici di diodi, una per ogni direzione dell'astronave. Per facilitare le operazioni di debugging, le matrici erano della stessa forma delle possibili posizioni dell'astronave. Sono presenti in tutto tre circuiti stampati connessi fra loro da un bus comune. Il monitor è un televisore 15" in bianco e nero della General Electric, appositamente modificato per il gioco. L'audio proviene da un diodo Zener a 6V, coadiuvato da un amplificatore e da un integrato.

## Versioni

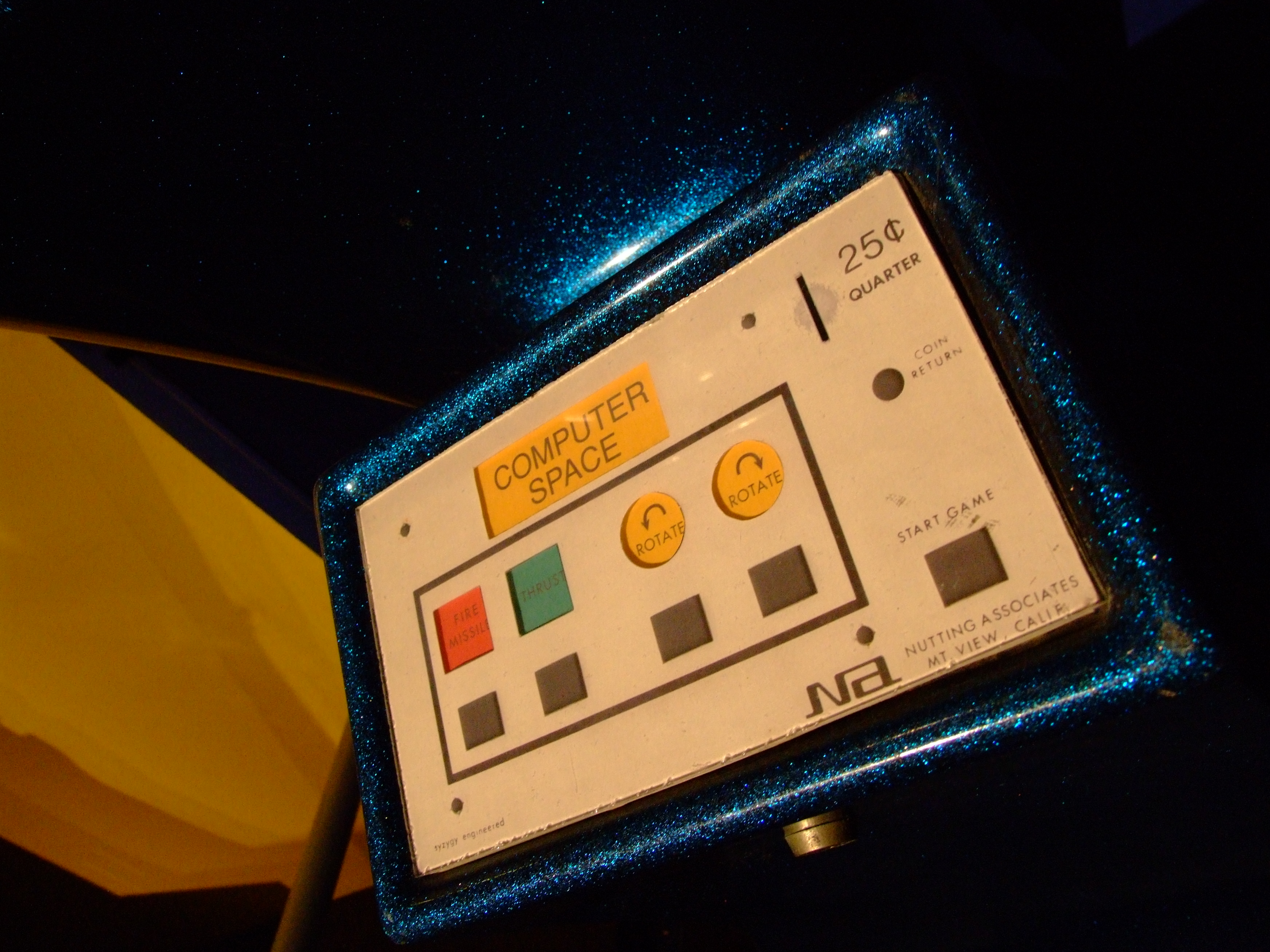
Pannello di controllo della versione a 1 giocatore

Esistono due tipi di Computer Space: la prima è dotata di controlli per un solo giocatore, cioè quattro pulsanti; la seconda, per due giocatori, ha due joystick per il controllo dell'astronave e un pulsante per lo sparo. Il cabinet è in fibra di vetro, e disponibile in diverse colorazioni metallizzate. Esiste una sola versione di colore bianco, realizzata come prototipo e apparsa nel film di fantascienza del 1973 2022: i sopravvissuti.

### Cloni
Computer Space è stato clonato nel 1972 da una società di nome For-Play con il nome Star Trek.